# Radicaal 105
Radicaal 105 is een van de 23 van de 214 Kangxi-radicalen dat bestaat uit vijf strepen.
In het Kangxi-woordenboek zijn er 15 karakters die dit radicaal gebruiken.

## Karakters met het radicaal 105
| Strepen | Karakter |
| ------- | -------- |
| + 0     | 癶       |
| + 3     | 癷       |
| + 4     | 癸 癹 発 |
| + 7     | 登 發    |

Klein zegelkarakter